# Pegomya cygnicollina
Pegomya cygnicollina är en tvåvingeart som beskrevs av Griffiths 1971. Pegomya cygnicollina ingår i släktet Pegomya och familjen blomsterflugor.
Artens utbredningsområde är Alberta. Inga underarter finns listade i Catalogue of Life.